# غيزيم أورج
غيزيم أورج (مواليد 26 أبريل 1993) هي لاعبة كرة طائرة تركية تلعب في نادي فنربخشة.